# Hiram Mier
Hiram Ricardo Mier Alanís, mais conhecido como Hiram Mier (Monterrei, 25 de agosto de 1989) é um futebolista mexicano que atua como zagueiro. Atualmente defende o Guardalajara.

## Carreira

### Começo
Mier começou sua carreira no Monterrey na segunda divisão mexicana.

### Monterrey
Em 25 de agosto de 2010, Mier estreou com a equipe principal em partida contra o Seattle Sounders pela Liga dos Campeões da CONCACAF. Em 2 de outubro de 2010 fez sua estreia na na primeira divisão mexicana em uma vitória por 2–1 contra o Necaxa sendo campeão do Apertura em 2010 e também foi campeão da Liga dos Campeões da CONCACAF de 2010–11.

## Carreira internacional
Em 23 de maio de 2011, Mier foi convocado para a seleção sub-22 mexicana para participar da Copa América de 2011, e mais tarde foi chamado para participar dos Jogos Pan-Americanos

### Partidas pela seleção
Atualizado em 16 de junho de 2013.
| Partidas pela seleção | Partidas pela seleção | Partidas pela seleção                           | Partidas pela seleção | Partidas pela seleção | Partidas pela seleção               | Partidas pela seleção |
| #                     | Data                  | Estádio                                         | Oponente              | Resultado             | Competição                          |                       |
| --------------------- | --------------------- | ----------------------------------------------- | --------------------- | --------------------- | ----------------------------------- | --------------------- |
| 1.                    | 11 de junho de 2011   | Sam Boyd Stadium, Las Vegas, Estados Unidos     | Venezuela             | 0–3                   | Amistoso                            |                       |
| 2.                    | 4 de julho de 2011    | Estádio del Bicentenario, San Juan, Argentina   | Chile                 | 1–2                   | Copa América de 2011                |                       |
| 3.                    | 8 de julho de 2011    | Estádio Malvinas Argentinas, Mendoza, Argentina | Peru                  | 0–1                   | Copa América de 2011                |                       |
| 4.                    | 12 de julho de 2011   | Estádio Ciudad de La Plata La Plata, Argentina  | Uruguai               | 0–1                   | Copa América de 2011                |                       |
| 5.                    | 31 de maio de 2013    | Reliant Stadium, Houston, Estados Unidos        | Nigéria               | 2–2                   | Amistoso                            |                       |
| 6.                    | 16 de junho de 2013   | Maracanã, Rio de Janeiro, Brasil                | Itália                | 1–2                   | Copa das Confederações FIFA de 2013 |                       |

## Títulos

### Clube
Monterrey
- Campeonato Mexicano de Futebol: Apertura 2010
- Liga dos Campeões da CONCACAF: 2010–11, 2011–12, 2012–13

### Seleção
México
- Copa Ouro da CONCACAF: 2011

México sub-23
- Jogos Pan-Americanos: 2011
- Pré Olímpico da CONCACAF: 2012
- Torneio Internacional de Toulon: 2012
- Jogos Olímpicos: 2012